# Багатонаціональна держава
Багатонаціональна держава, або поліетнічна держава (нім. Vielvölkerstaat) — держава, на території якої проживають різні етноси — нації, народності, національні та етнографічні групи. Історично багатонаціональні держави утворювалися там, де державне згуртування більш-менш великих територій відбувалося до того, як починалося формування націй і розвивалися національні рухи, а також під час колоніальної експансії й в результаті інтенсивних міграцій.